# Glyphidrilus weberi
Glyphidrilus weberi är en ringmaskart som beskrevs av Horst. Glyphidrilus weberi ingår i släktet Glyphidrilus och familjen Glossoscolecidae. Inga underarter finns listade i Catalogue of Life.